# Premiul pentru cel mai bun regizor (Festivalul Internațional de Film de la Locarno)
Premiul pentru cel mai bun regizor este unul din premiile oferite la Festivalul Internațional de Film de la Locarno, Elveția. Se acordă în secțiunea de competiție a filmelor internaționale.

## Istoric
Premiul nu a fost acordat până în 2016 decât de 19 ori (având doi câștigători în anul 1948, regizorii John Ford și Roberto Rossellini), întrucât nu a fost acordat pentru două lungi perioade de timp, între 1950 și 1957, prima dată, și între 1961 și 2005, a doua oară.
Regizorul român Adrian Sitaru a fost recompensat cu acest premiu prestigios în 2012 pentru filmul de lung metraj Din dragoste cu cele mai bune intenții.

## Câștigătorii premiului
| An        | Film                                   | Regizor              | Țara realizării filmului   |
| --------- | -------------------------------------- | -------------------- | -------------------------- |
| 1946      | And Then There Were None               | René Clair           | Statele Unite ale Americii |
| 1947      | Man About Town                         | René Clair           | Franța                     |
| 1948      | Fort Apache (1st prize)                | John Ford            | Statele Unite ale Americii |
| 1948      | Germany, Year Zero (2nd prize)         | Roberto Rossellini   | Italia                     |
| 1949      | Yellow Sky                             | William A. Wellman   | Franța                     |
| 1950-1957 | Nu s-a acordat                         | Nu s-a acordat       | Nu s-a acordat             |
| 1958      | Le Beau Serge                          | Claude Chabrol       | Franța                     |
| 1959      | Killer's Kiss                          | Stanley Kubrick      | Statele Unite ale Americii |
| 1960      | Foma Gordeev                           | Mark Donskoy         | Uniunea Sovietică          |
| 1961-2005 | Nu s-a acordat                         | Nu s-a acordat       | Nu s-a acordat             |
| 2006      | Le Dernier des fous                    | Laurent Achard       | Franța · Belgia            |
| 2007      | Capitaine Achab                        | Philippe Ramos       | Franța                     |
| 2008      | All That She Wants                     | Denis Côté           | Canada                     |
| 2009      | Tambourine, Drum                       | Aleksei Mizgiryov    | Rusia                      |
| 2010      | Curling                                | Denis Côté           | Canada                     |
| 2011      | Din dragoste cu cele mai bune intenții | Adrian Sitaru        | România                    |
| 2012      | When Night Falls                       | Liang Ying           | China Coreea de Sud        |
| 2013      | Our Sunhi                              | Hong Sang-soo        | Coreea de Sud              |
| 2014      | Horse Money                            | Pedro Costa          | Portugalia                 |
| 2015      | Cosmos                                 | Andrzej Żuławski     | Franța Portugalia          |
| 2016      | The Ornithologist                      | João Pedro Rodrigues | Portugalia Franța Brazilia |